# Yolande Boyer
Pour les articles homonymes, voir Boyer.
Yolande Boyer est une personnalité politique française, née le 19 novembre 1950 à Toulouse. Féministe, elle exerce plusieurs mandats sous l'étiquette socialiste à l'échelle locale et au Sénat.

## Biographie
Professeure de formation, elle est membre du Parti Socialiste. Première femme maire de Châteaulin, elle perd l'élection municipale de 2008 face à Gaëlle Nicolas.
Elle est élue sénatrice du Finistère le 27 septembre 1998. Elle siège au sein du groupe socialiste au Sénat. Elle reçoit la légion d'honneur le 31 octobre 2009.

## Détail des fonctions et des mandats
Mandat parlementaire
- 27 septembre 1998 - 30 septembre 2008 : sénatrice du Finistère

Mandats locaux
- 14 mars 1983 - 20 mars 1989 : conseillère municipale de Châteaulin
- 16 mars 1986 - 22 mars 1992 : conseillère régionale de Bretagne
- 20 mars 1989 - 18 juin 1995 : conseillère municipale de Châteaulin
- 18 juin 1995 - 17 mars 2001 : maire de Châteaulin
- 15 mars 1998 - 23 novembre 1998 : conseillère régionale de Bretagne
- 17 mars 2001 - 21 mars 2008 : maire de Châteaulin
- 21 mars 2008 - 23 mars 2014 : conseillère municipale de Châteaulin
- Membre du bureau de la Communauté de communes du Pays de Châteaulin et du Porzay